# بيروليدون-2
بيروليدون-2 (بالإنجليزية: 2-Pyrrolidone)‏ هو مركب عضوي يتكون  من 5 جزيئات من اللاكتام ولذلك فهو يعتبر من اللاكتام البسيط، الذي يتم إنتاجه صناعيًا عن طريق علاج بيوتيرولاكتون مع الأمونيا.

## الاستخدام
مشتقات بيروليدون 2 تستخدم في صناعة مجموعة متنوعة من الأدوية الصيدلانية مثل:
- كوتينين
- دوكسابرام
- بيراسيتام
- بوفيدون
- إيثوسوكسيميد.[5][6]